# Cymodusa nigra
Cymodusa nigra là một loài tò vò trong họ Ichneumonidae.